# 23040 Latham
23040 Latham este un asteroid din centura principală de asteroizi.

## Descriere
23040 Latham este un asteroid din centura principală de asteroizi. A fost descoperit pe 6 decembrie 1999 la Socorro, New Mexico, în cadrul proiectului LINEAR. Asteroidul prezintă o orbită caracterizată de o semiaxă mare de 2,77 ua, o excentricitate de 0,01 și o înclinație de 3,4° în raport cu ecliptica.